# Mario Adorno
Pour les articles homonymes, voir Adorno.
Mario Adorno, né en 1773 à Syracuse où il est mort exécuté le 18 août 1837, est un avocat et un patriote sicilien du Risorgimento, descendant d'une antique famille patricienne et dogale de Gênes.

## Biographie
Fils de Giovanni Adorno, Mario exerce comme avocat à Palerme et Syracuse. Il joue un rôle dans les émeutes carbonari de 1820 et 1821.
En 1837, il est pris dans le procès contre Giuseppe Schwentzer, sa femme Anna Lepik, le commissaire de police Giovanni Vigo, l'intendant Andrea Vaccaro et d'autres, tous accusés de « propager le poison du choléra » dans la ville de Syracuse.
Mario Adorno était par ailleurs membre d'un comité de vigilance composé de soixante citoyens nommés par Emanuele Francica, baron de Pancali, maire de Syracuse, et chargés de surveiller et de calmer la rumeur publique, afin de faciliter les mesures sanitaires durant l'épidémie.
Le 21 juillet, Adorno publie un manifeste dans lequel il accuse, dans une proclamation signée par le maire de Syracuse, le gouvernement du royaume des Deux-Siciles d'être à l'origine non pas de la propagation du choléra en Sicile, mais d'un mal bien plus grave, la misère. Il invoque la situation insalubre, la toxicité de l'eau, le prix de la farine. Ce faisant, il se positionnait comme le chef de l'insurrection de Syracuse qui se déclencha le 6 août, et vit une partie de la population déchaînée se ruer dans les prisons où de nombreuses personnes furent tuées.
Les troupes du commandant Del Carretto intervinrent pour rétablir l'ordre le lendemain, et dans la foulée, Adorno et son fils Carmelo furent arrêtés. La loi martiale étant déclarée, les deux hommes furent accusés de complot insurrectionnel et condamnés à mort.
Ils furent fusillés le 18 août sur la piazza del Duomo.

## Source
- (it) Cet article est partiellement ou en totalité issu de l’article de Wikipédia en italien intitulé « Mario Adorno » (voir la liste des auteurs).